# Тагаланов, Кан-оол Тагаланович
Кан-оол Тагаланович Тагаланов (11.02.1949-04.01.2017) — артист театра и кино, заслуженный работник культуры РТ.
Играл на следующих музыкальных инструментах: домра, балалайка, мандолина.

## Биография
В 1974 году Кан-оол Тагаланов начал трудовую деятельность актёром Тувинского республиканского музыкально-драматического театра. Сыграл следующие роли: молодой механизатор Дембирел из пьесы К-Э. К. Кудажы «Солнечная русалка», Биче-Бай в сказке «Анчы-Кара и Ангыр-Чечек», Добчинский в спектакле «Ревизор» Н. Гоголя, Васков в «А зори здесь тихие» и т. д.. Снялся в фильме «Шестьдесят беглецов». Окончил Высшие курсы заведующих постановочной частью театров России (1991 год), успешно работал заведующим постановочной частью театра.
Возглавлял Тувинский музыкально-драматический театр имени В. Кок-оола (1994—2004 гг), под его руководством театр дважды стал лауреатом Международного фестиваля тюрко-язычных народов.
С 2006 года он начал работать в Национальном музее имени Алдан-Маадыр Республики Тыва — главным инженером, с 2009 года — заместителем директора. Позже работал в Национальной библиотеке им. А. С. Пушкина Республики Тыва начальником хозяйственного отдела (с 2014).

## Награды
- нагрудный знак Министерства культуры Российской Федерации «За достижения в культуре»[2]
- медаль «За доблестный труд»
- юбилейная медаль «110 лет со дня рождения С. К. Тока»
- медаль «Ветеран труда»
- памятная медаль к 80-летию Национального музыкально-драматического театра им. В. Кок-оола
- значок «Отличник физкультуры и спорта Республики Тыва»
- звание «Заслуженный работник культуры Республики Тыва»